# Fotosinteza
Fótosintéza (iz grščine starogrško φωτός: photós - svetloba + starogrško σύνθεσης: sýnthesis - spajanje, sestavljanje) je biokemijski proces, pri katerem rastline, alge ter nekatere praživali in bakterije izrabljajo energijo sončne svetlobe za pridelavo hrane. Gre torej za proces pretvorbe sončne energije v kemično energijo, ki je shranjena predvsem v obliki ogljikovih hidratov, kot so sladkorji.
Fotosintetski organizmi so temelj prehranjevalne verige, saj so skoraj vsa živa bitja na Zemlji, tudi ljudje, odvisna od njihove energije, ki jo proizvedejo s fotosintezo. Osnovni gradniki, ki jih fotosintetski organizmi porabljajo za izdelavo organskih spojin, so relativno preproste molekule, tj. ogljikov dioksid (CO2) ter voda (H2O). Pri fotosintezi se sprošča tudi kisik (O2) kot stranski produkt in večina kisika v Zemljinem ozračju je nastala pri fotosintezi. Organizmi med procesom celičnega dihanja izrabijo ogljikove hidrate in kisik za tvorbo energije, pri tem pa sprostijo oz. izločijo CO2 in vodo, ki se vrneta nazaj k rastlinam; tako je kroženje snovi zaključeno.
Fotosinteza se pri evkariontskih organizmih, kot so rastline in alge, odvija v posebnih celičnih organelih, ki jih imenujemo kloroplasti, pri nižje razvitih enoceličnih organizmih, kot so bakterije, pa na posebej prilagojenih celičnih membranah znotraj celice. Z izjemo nekaterih skupin alg in bakterij so poglavitni pigmenti, ki absorbirajo sončno svetlobo, klorofili, ki organizmom dajejo značilno zeleno barvo. Na molekularni ravni proces fotosinteze v grobem delimo na od svetlobe odvisne reakcije, kjer ob pogonu energije sončne svetlobe nastaneta adenozin trifosfat (ATP) kot vir energije ter nikotinamid adenin dinukleotid fosfat (NADPH) kot reducent, ter na reakcije vezave ogljika (tudi od svetlobe neodvisne reakcije), kjer se CO2 porabi za izdelavo kompleksnih organskih spojin, za kar sta bistvena ATP in NADPH, predhodno nastala v svetlobnih reakcijah.

## Splošni vidik fotosinteze
Prehranjevalna veriga se vedno prične s primarnimi proizvajalci, ki si hrano, tj. kompleksne organske spojine, proizvajajo sami in za to potrebujejo le preproste anorganske spojine; kot vir ogljika služi ogljikov dioksid (CO2). Primarnim proizvajalcem pravimo tudi avtotrofi (iz stare grščine starogrško αυτός: autós - sam in starogrško τροφή: trophé - hrana). V nasprotju s tem heterotrofi (starogrško ἕτερος: héteros - različen, drugačen) ne morejo sami proizvajati hranil, pač pa morajo zaužiti kompleksne ogljikove spojine. Pri tem v ekološkem smislu ločimo porabnike, kot so rastlinojedi in mesojedi, ki dobijo hrano preko prehranjevanja z ostalimi organizmi, ter razkrojevalce, tj. glive in bakterije, ki razkrojijo mrtve organizme in jih pretvorijo v rudninske snovi, katere lahko primarni proizvajalci zopet uporabijo za proizvodnjo hranil.
Avtotrofe naprej razdelimo na kemoavtotrofe, ki energijo v glavnem dobijo z oksidacijo anorganskih spojin, kot je vodikov sulfid (H2S), ter na fotoavtotrofe, ki energijo dobijo s sončno svetlobo. Na kopnem so fotoavtotrofi predvsem rastline, medtem ko v vodnih ekosistemih bivajo različne skupine fotosintetskih organizmov, kot so alge (npr. rjave alge v kelpovih gozdovih), mnogi protisti (npr. evglena) ter fitoplankton, kot so modrozelene cepljivke, diatomeje (kremenaste alge) in dinoflagelati (ognjene alge). Po nekaterih podatkih naj bi fitoplankton globalno prispeval polovico neto proizvodnje organskih spojin.
Potek fotosinteze je v splošnem podoben pri vseh fotoavtotrofih, razlikuje se le v podrobnostih. V resnici je bilo za razumevanje poteka in mehanizmov fotosinteze pri rastlinah ključno raziskovanje fotosinteze pri preprostejših organizmih, kot so bakterije. Splošna enačba fotosinteze opisuje redoks reakcijo, pri kateri je voda dajalec (donor) elektronov, ogljikov dioksid pa se v končni fazi reducira v ogljikov hidrat, kot je npr. glukoza. Kot stranski produkt se pri tem tvori kisik, zato procesu natančneje pravimo tudi oksigena fotosinteza.
{\displaystyle n\ H_{2}O+n\ CO_{2}\;{\overset {\hbox{svetloba}}{\longrightarrow }}\;(CH_{2}O)_{n}+n\ O_{2}}
Nekatere fotoavtotrofne bakterije, kot so škrlatne žveplene bakterije ter zelene žveplene bakterije, izrabljajo druge anorganske spojine kot dajalce elektronov (npr. vodikov sulfid, H2S), kisik pa pri tem procesu ne nastaja, zato gre v tem primeru za anoksigeno fotosintezo.
Fotosintezo lahko v grobem razdelimo na dva dela, in sicer na svetlobne reakcije oz. od svetlobe odvisne reakcije ter na fiksacijo ogljika oz. reakcije vezave (asimilacije) ogljika. Nemalokrat so slednje imenovane tudi temnotne reakcije, kar lahko razumemo napačno, saj te reakcije ne potekajo neodvisno same zase v temi, pač pa jih »poganjajo« produkti svetlobnih reakcij. Pri svetlobnih reakcijah klorofili in ostali pomožni pigmenti absorbirajo sončno svetlobo, s pomočjo katere sintetizirajo adenozin trifosfat (ATP) in nikotinamid adenin dinukleotid fosfat (NADPH), kot stranski produkt pa nastane kisik. ATP in NADPH se pri fiksaciji ogljika porabita za redukcijo CO2, pri čemer v končni fazi nastanejo ogljikovi hidrati, kot so trioza fosfati, saharoza (»sladkor« oz. disaharid, sestavljen iz glukoze in fruktoze) ter škrob.
Celotna fotosinteza poteka pri evkariontskih rastlinskih celicah v kloroplastih, prokariontske celice pa imajo pravzaprav podobno zgradbo kot kloroplasti, kar je osnova za t. i. endosimbiontsko hipotezo, po kateri so se določeni organeli v evkariontskih celicah, v tem primeru kloroplasti, razvili iz bakterijskih endosimbiontov.

## Gradniki fotosintetskega aparata

### Kloroplasti
Pri preprostih fotosintetskih bakterijah se strukture, odgovorne za svetlobni del reakcij (tj. beljakovinski kompleksi ter pigmenti), nahajajo v celični membrani (plazmalemi) bakterijske celice. Pri višje razvitih bakterijah membrana tvori številne gube ali pa skupke okroglih veziklov, ki jih imenujemo intracitoplazemske membrane.
Pri evkariontskih fotosintetskih organizmih (rastline, alge, praživali) fotosinteza poteka v posebnih celičnih organelih, kloroplastih. Ti so navadno lečaste oblike in merijo do 5–10 mikrometrov v premeru. Število kloroplastov v rastlinski celici se razlikuje med vrstami ter tudi med pripadniki znotraj vrste glede na pogoje rasti. Pri algi Chlamydomonas reinhardtii se v celici nahaja samo en kloroplast, medtem ko se jih v celicah pšenice nahaja okoli sto. Kloroplast ima dve membrani, in sicer zunanjo membrano, ki je prepustna za male molekule in ione (npr. za O2, CO2,  Fe+ in Mg2+) zaradi porinov, ter notranjo membrano, ki je praktično neprepustna, molekule in ioni pa lahko vstopajo v notranjost samo preko posebnih membranskih prenašalcev (transporterjev). Med membranama se nahaja ozek medmembranski (intermembranski) prostor. Notranja membrana objema želatinasto stromo, ki je analogna matriksu v mitohondriju in vsebuje presnovne encime, odgovorne za fiksacijo ogljika, ter lasten genom v obliki krožnih molekul DNA. Poleg tega se znotraj notranje membrane v stromi nahaja tretji sistem membran, tj. tilakoidna membrana. Slednja je mesto svetlobnih reakcij, saj se na njej nahajajo fotosistemi s pigmenti, verige elektronskih prenašalcev in encimi ATP-sintaze. Tilakoidna membrana je močno zgubana, s čimer se poveča efektivna površina za absorpcijo svetlobe, in tvori diskaste strukture, imenovane tilakoide, te pa so naložene ena na drugo in tvorijo skladovnice, imenovane grane.

### Pigmenti
Najpomembnejši pigmenti za absorpcijo svetlobe so klorofili, zeleni pigmenti s policiklično strukturo, podobno protoporfirinu, osnovnemu gradniku hemoglobina, le da mesto železovega kationa zavzema magnezijev kation (Mg2+). Za absorpcijo svetlobe so bistvene verige z izmenjujočimi se enojnimi in dvojnimi vezmi. Osnovni zvrsti klorofilov sta klorofil a in klorofil b, ki sta si navidez podobna, vendar je njun absorpcijski spekter različen: klorofil a absorbira predvsem rdeči del vidnega spektra svetlobe, klorofil b pa predvsem modri del. Tako se pri absorpciji svetlobe pigmenta medsebojno dopolnjujeta. V večini rastlin je prisotno dvakrat več klorofila a kot klorofila b. Znane so tudi druge zvrsti klorofilov, kot je klorofil c, ki se kot pomožni pigment z absorpcijo zelenega in rumenega dela spektra pojavlja v določenih morskih algah, kot so diatomeje, dinoflagelati ter rjave in zlate alge, klorofil d z absorpcijo infrardečega dela blizu vidnega spektra pa se pojavlja v določenih vrstah modrozelenih cepljivk (cianobakterij). V družino klorofilov spada tudi bakterioklorofil fotosintetskih bakterij, ki pa ima vrh absorpcije pri skrajnem rdečem delu in infrardečem spektru svetlobe.
Glavni pigmenti rdečih alg, modrozelenih cepljiv, glavkofitov in določenih vrst kriptofitov so fikobilini, kot sta rdeči pigment fikoeritrobilin in modri pigment fikocianobilin. Fikobilini absorbirajo zeleni, rumeni in oranžni del spektra, kar organizmom omogoča vzpostavitev posebne ekološke niše v vodnem okolju, saj pigmenti drugih, višje ležečih organizmov ter voda sama absorbirajo valovne dolžine, višje ali nižje od omenjenih delov vidnega spektra.
Rastline imajo poleg klorofilov še druge, pomožne (akcesorne) pigmente, ki spadajo med karotenoide. Najpomembnejša pigmenta v tem razredu sta rdečeoranžni β-karoten in rumeni lutein. Oba absorbirata nekoliko širši del modrega dela spektra in tako omogoča večji izkoristek sončne svetlobe.

#### Organiziranost pigmentov
Funkcijske in strukturne enote, ki so odgovorne za absorpcijo in pretvorbo sončne energije v kemično, so fotosistemi, beljakovinski kompleksi s točno določeno razporeditvijo pigmentov. Središče vsakega fotosistema je fotokemični reakcijski center, ki deluje kot transmembranski encim, pri katerem je poseben par klorofilnih molekul orientiran na točno določen način. Ta omogoča učinkovito pretvorbo prenesene sončne energije v obliko vzbujenega energetskega stanja, zaradi česar poseben par postane močen dajalec (donor) elektronov. Okoli reakcijskega centra je ostala večina pigmentov (imenujemo jih tudi antenski pigmenti) razporejena v t. i. svetlobne žetvene komplekse (angl. light-harvesting complex, LHC), ki omogočajo učinkovitejše zbiranje in prenos svetlobne energije do reakcijskega centra. Ti pigmenti so povezani s posebnimi beljakovinami, zaradi katerih je orientacija antenskih pigmentov fiksna v odnosu do drugih pigmentov, beljakovin in same membrane, kar omogoča hiter prenos brez izgub v obliki toplotne energije.
Fotosintetske bakterije imajo podobne svetlobne žetvene komplekse, z izjemo nekaterih skupin bakterij, kot so zelene žveplene bakterije, kjer so antenski pigmenti organizirani v velike skupke, imenovani klorosomi. Ti se od žetvenih kompleksov razlikujejo v tem, da pigmenti niso vtkani v beljakovinsko ogrodje, temveč so klorosomi pripeti na reakcijske centre preko beljakovinskih kompleksov FMO (Fenna-Matthews-Olson). Pri organizmih s fikobilini kot glavnimi antenskimi pigmenti so ti povezani s fikobilinoproteini v fikobilisome in so analogni svetlobnim žetvenim kompleksom.

## Potek fotosinteze pri evkariontih

### Svetlobne reakcije
Prvi korak pri svetlobnih reakcijah je absorpcija fotonov s strani antenskih pigmentov. Absorpcija fotona povzroči dvig energetskega nivoja v pigmentu, energija pa se prenese preko sosednjih molekul pigmenta do reakcijskega centra. Tako se prejeta energija ne porazgubi v obliki toplotne energije pri prehodu molekul na osnovni energetski nivo. Energijo absorbiranega fotona prejme poseben par klorofilnih molekul v reakcijskem centru II, ki ga označujemo kot P680, ker je dotični fotosistem II (FSII) najbolj dejaven pri absorbirani svetlobi z valovno dolžino 680 nm.
P680 zaradi vzbujenja (ekscitacije) postane močan donor elektrona, ki ga preda prvemu akceptorju (sprejemniku) elektronov v verigi prenašalcev elektronov, tj. feofitinu, ki je v bistvu klorofilna molekula brez osrednjega magnezijevega kationa. Pri tem P680 dobi pozitivni naboj, oddan elektron pa FSII nadomesti preko fotolize vode, kar je natančneje razloženo v spodnjem poglavju. Naslednja faza prenosa je dokaj podobna kompleksu III oz. koencim Q-citokrom c reduktazi v mitohondrijih. Feofitin preda elektron z beljakovino povezanemu plastokinonu PQA, slednji pa ohlapno povezanem plastokinonu PQB, ki v polno reducirani obliki (plastokinol, PQBH2) lahko sprejme dva elektrona ter dva vodikova protona (H+) iz tilakoidne svetline (tj. notranjosti tilakoid). Plastokinol se odcepi od beljakovine in difundira do kompleksa citokrom b6f, ki preda elektrone plastocianinu.
Citokrom b6f izrabi energijo prenosa elektronov za črpanje vodikovih protonov proti gradientu iz strome v tilakoidno svetlino. Omenjeni protoni, skupaj s protoni, ki ostanejo v svetlini po fotolizi vode, ustvarijo koncentracijski gradient 1:1.000, ki s prehajanjem protonov v stromo daje energijo ATP-sintazi za sintezo adenozin trifosfata (ATP), podobno kot pri mitohondrijih. Reakcijo fosforilacije zapišemo kot:
{\displaystyle ADP+P_{i}\;{\overset {\hbox{svetloba}}{\longrightarrow }}\;ATP+H_{2}O}
Ob vzbujenju P680 drugi foton vzbudi poseben par klorofilnih molekul P700 v fotosistemu I (FSI), ki je v tem stanju prav tako močen donor elektronov kot P680. Tega preda prejemniku A0, ki naj bi bila domnevno posebna oblika klorofila, homologna feofitinu (ki je prvi prejemnik elektronov v FSII), ta pa ga preda prejemniku A1 oz. filokinonu. Elektron nadalje potuje preko beljakovin, povezanih z železovimi kationi (kot je feredoksin), končni prejemnik pa je NADP+, katerega reducira feredoksin-NADP+ reduktaza v NADPH. NADPH je bistven reducent v reakcijah vezave ogljika. Primanjkljaj elektrona P700+ nadomesti s prenosom iz plastocianina; na ta način sta fotosistem II in fotosistem I povezana v enotno verigo prenašalcev elektronov, kjer je začetni dajalec elektronov voda, končni prejemnik elektronov pa NADP+.
Spodnja slika prikazuje shematski pregled svetlobnih reakcij.

#### Ciklična fotofosforilacija
Opisan mehanizem je neciklični, enostranski prenos elektronov od začetnega dajalca elektronov, tj. vode, do končnega prejemnika, NADP+. Obstaja tudi krožni oz. ciklični prenos elektronov, ki zajema samo fotosistem I. Elektroni iz P700 prepotujejo verigo do feredoksina, nato pa ne nadaljujejo poti do NADP+, temveč se vrnejo do citokroma b6f, plastocianin pa preda elektrone P700+. Na ta način elektroni krožijo med omenjenimi prenašalci, energija prenosov pa se porablja izključno za sintezo ATP, kar imenujemo tudi ciklična fotofosforilacija. Razmerje med ATP in NADPH se pomakne v smeri proti ATP, kar je bistveno za sledeče reakcije vezave ogljika, ki potrebujejo razmerje med ATP in NADPH 3:2.
Preklop iz necikličnega poteka v ciklični temelji na valovni dolžini absorbirane svetlobe in razporeditvi fotosistemov. Fotosistemi II se namreč nahajajo predvsem na stisnjenih membranah tilakoidnih gran, medtem ko se fotosistemi I ter ATP-sintaze nahajajo predvsem na nestisnjenih oz. stromalnih membranah tilakoid med granami, kjer imajo dostop do zadostnih količin adenozin difosfata (ADP) in NADP+. Ob močni oz. intenzivni svetlobi, kjer prevladuje modri del spektra, se zaradi večje absorpcije P68 prične kopičiti plastokinol (PQH2), saj FSI ne more tako hitro oksidirat plastocianin (ki dobi elektrone od plastokinola preko citokrom b6f). To kopičenje stimulira odcepitev nekaterih svetlobnih žetvenih kompleksov II in njihovo migracijo proti fotosistemom I, ki poleg tamkajšnjih kompleksov absorbirano svetlobo prenesejo k tem fotosistemom. Ob šibkejši svetlobi (npr. v senci), kjer prevladuje rdeči del spektra, poteče zaradi hitrejše oksidacije plastokinola in posledičnega kopičenja oksidiranega plastokinona obratna reakcija, tj. vrnitev žetvenih kompleksov II k fotosistemom II.

#### Kisik-razvijajoči kompleks
Kot že omenjeno ostane po predaji elektronov na P680 primanjkljaj elektronov, ki jih mora nadomestiti z drugim reducentom. Pri oksigeni fotosintezi je to voda (H2O). Za svetlobni razkroj (fotolizo) vode so potrebni 4 fotoni, katerih absorbirano energijo posreduje FSII, kot stranski produkt pa nastane ena molekula kisika. Reakcijo zapišemo kot:
{\displaystyle 2\ H_{2}O\;{\overset {\hbox{svetloba}}{\longrightarrow }}\;O_{2}+4\ H^{+}+4\ e^{-}}
P680 lahko sprejme sam en elektron naenkrat, za kar skrbi kisik-razvijajoči kompleks. Elektroni, sproščeni pri fotolizi vode, se namreč vežejo na manganov kompleks, ki v popolnoma oksidiranem stanju (Mn4+) sprejme do 4 elektrone. Manganov kompleks se po vsakem oddanem elektronu iz P680 postopoma oksidira in odda elektron tirozinskemu ostanku na podenoti D1 fotosistema II, kateri elektrone neposredno prenese P680. Pri fotolizi vode nastanejo tudi protoni, ki prispevajo h koncentracijskemu gradientu v tilakoidni svetlini. Reakciji fotolize vode in prenosa elektronov iz manganovega kompleksa na tirozinske radikale lahko zapišemo kot:
{\displaystyle [kompleks\;Mn]^{4+}+2\ H_{2}O\;{\overset {\hbox{svetloba}}{\longrightarrow }}\;[kompleks\;Mn]^{0}+4\ H^{+}O_{2}}
{\displaystyle [kompleks\;Mn]^{0}+4\ Tyr\cdot \;\longrightarrow \;[kompleks\;Mn]^{4+}+4\ Tyr}

### Reakcije vezave ogljika

#### Calvinov cikel
V nasprotju z oksidacijo ogljikovih hidratov, ki sprosti veliko energije, so reakcije asimilacije ogljika energijsko potratne in jih poganjata energija ATP ter redukcijska moč NADPH, nastala v svetlobnih reakcijah. CO2 je v organske spojine asimiliran preko krožne presnovne poti, kjer se ključni vmesni presnovki oz. intermediati neprestano obnavljajo. To pot imenujemo Calvinov cikel oz. cikel fotosintetske redukcije ogljika, tudi reduktivni pentozafosfatni cikel. Cikel delimo na tri poglavitne faze.
Prva faza je faza fiksacije ogljika, tj. spajanje CO2 z ribulozo 1,5-difosfatom, sladkor s petimi ogljikovimi atomi. Pri tem nastaneta dve molekuli 3-fosfoglicerata (3PGA). Reakcijo katalizira encim ribuloza 1,5-difosfat karboksilaza, okrajšano RuDP karboksilaza ali tudi RuBisCO (iz angleščine ribulose bisphosphate carboxylase/oxygenase). V primerjavi z drugimi encimi je pretvorbena sposobnost tega encima zelo majhna, tj. na eno sekundo katalizira fiksacijo treh molekul CO2. Zaradi tega se v kloroplastih nahajajo ogromne količine tega encima, ki torej predstavlja več kot polovico vseh beljakovin v kloroplastu. Verjetno je tudi najpogostejši encim na svetu; po nekaterih podatkih je prisotno okoli 40 milijonov ton te beljakovine, kar predstavlja približno 0,2 % vseh beljakovin na svetu.
Druga faza je pretvorba oz. redukcija 3PGA v trioza fosfat, natančneje v 3-fosfogliceraldehid (PGAL) oz. gliceraldehid 3-fosfat (G3P) in je praktično obraten proces kot pri glikolizi. Prvi korak v tej fazi je fosforilacija 3PGA, za kar je potreben ATP; pri tem nastane 1,3-difosfoglicerat (1,3BPGA). Pri drugem koraku je bistven NADPH, ki reducira 1,3BPGA v gliceraldehid 3-fosfat. Encim trioza fosfat izomeraza katalizira pretvorbo nekaterih molekul PGAL v dihidroksiacetonfosfat, ki sta v zaradi tega ravnovesju. Večina trioz fosfatov se nadalje porabi za obnovo ribuloza 1,5-difosfata. Manjši del se pretvori v škrob in predstavlja zalogo ogljikovih hidratov (podobno kot glikogen pri živalih); v nočnem času se razgradi do enostavnih sladkorjev, ki služijo kot vir energije za celično dihanje rastlin. Del PGAL se pretvori v saharozo, ki je glavna oblika ogljikovih hidratov, katera se prenaša med rastlinskimi tkivi kot vir energije (podobno kot glukoza v krvi živali).
Tretja faza predstavlja zaporedje reakcij, kjer se trioze fosfati pretvorijo v ribulozo 1,5-difosfate, intermediati v teh reakcijah pa so sladkorji s tri do sedmimi ogljikovimi atomi. Zadnji korak tretje faze je fosforilacija ribuloze 5-fosfata v ribulozo 1,5-difosfat, za kar je zopet potreben ATP.
Neto izkupiček treh obratov Calvinovega cikla je pretvorba treh molekul CO2 in treh molekul ribuloza 1,5-difosfatov (RuDP) v šest molekul trioza fosfatov, pri čemer je za fosforilacijo potrebnih šest molekul ATP, za redukcijo pa prav tako šest molekul NADPH. Ena molekula trioza fosfata se porabi v osrednjih presnovnih poteh, medtem ko se preostalih pet molekul porabi za obnovo treh molekul ribuloze 1,5-difosfatov, pri čemer so za fosforilacijo potrebne tri molekule ATP (skupno torej 9 molekul ATP v celotnem ciklu). Neto reakcijo lahko torej zapišemo kot:
{\displaystyle 3\ CO_{2}\;+\;3\ RuDP\;+\;6\ NADPH\;+\;6\ H^{+}\;+\;9\ ATP\;\longrightarrow \;6\ PGAL\;+\;6\ NADP^{+}\;+\;9\ ADP\;+\;8\ P_{i}}

#### Fotorespiracija
Encim RuBisCO ni popolnoma specifičen za vezavo CO2, pač pa lahko veže nase tudi kisik. Pri tem katalizira fiksacijo kisika na RuDP, pri čemer nastaneta 3PGA ter 2-fosfoglikolat. 2-fosfoglikolat je neuporaben presnovek, zato ga mora rastlina preko glikolatne presnovne poti reciklirati v uporabno obliko (tj. nazaj v 3PGA, ki vstopi v Calvinov cikel), kar porabi relativno veliko celične energije, ob tem pa se sprosti nekaj CO2. Zaradi kombinacije vezave kisika in sproščanja CO2 v glikolatni poti imenujemo celoten proces fotorespiracija (dobesedno »svetlobno dihanje«), tudi oksidativni fotosintetski cikel ogljika ali C2-cikel (2-fosfoglikolat ima namreč dva ogljikova atoma).
Glede na to, da je fotorespiracija potraten proces, se poraja vprašanje, zakaj encim RuBisCO ni sposoben selektivne vezave CO2. Ena od teorij predvideva, da se je encim razvil pred t. i. kisikovo katastrofo pred približno 2,3 milijarde let, ko se je zaradi oksigene fotosinteze pričel kopičiti kisik v ozračju. Pred tem dogodkom torej ni bilo selektivnega pritiska za razlikovanje med plinoma.
V glikolatni poti je prvi korak pretvorba 2-fosfoglikolata v glikolat, ki zapusti kloroplast in vstopi v peroksisom. V njem se glikolat oksidira v glioksilat preko kisika, pri tem pa nastane vodikov peroksid (H2O2), ki ga peroksidaze hitro nevtralizirajo. Glioksilat se pretvori v aminokislino glicin, ki potuje do matriksa mitohondrija in se pretvori v serin, pri čemer se sprošča CO2. Nadaljnje pretvorbe zajemajo reakcije v peroksisomu in kloroplastu, kjer v končnem koraku nastane 3PGA.

##### Fiksacija C4in CAM
Kot že omenjeno, ozračje vsebuje okoli 21 % kisika in le nekaj stotink odstotka CO2. V vročih okoljih z veliko jakostjo svetlobe so posledice naslednje:
1. v zračni mešanici se pri višjih temperaturah razmerje med plinoma pomakne v prid kisiku;
2. afiniteta encima RuBisCO do CO2 se pri višjih temperaturah zmanjša;
3. v reakcijah asimilacije ogljika se CO2 hitro porabi, tako da med tkivi v listu ostane večji delež kisika.

Mnoge rastline, ki rastejo v tropih, pa tudi žitarice, ki izvirajo s tistih območij, kot so koruza, sladkorni trst in sirek, so razvile posebne mehanizme fiksacije ogljika, ki zaobidejo problem potratne fotorespiracije. Rastline, ki rastejo na območjih z visokimi temperaturami in veliko jakostjo svetlobe, dosegajo visoko raven fotosinteze in minimalno raven fotorespiracije ter imajo nizke izgube vode in specializirano zgradbo listov. Pred vstopom v Calvinov cikel se CO2 v mezofilnih celicah veže s fosfoenolpiruvatom (PEP) v oksaloacetat, ki je produkt s štirimi ogljikovimi atomi. V ta namen rastline s tovrstno fiksacijo označujemo kot C4-rastline in jih razlikujemo od C3-rastlin, pri katerih CO2 neposredno vstopi v Calvinov cikel, nastanejo pa produkti s tremi ogljikovimi atomi. Reakcijo katalizira PEP-karboksilaza, ki ima visoko afiniteto do bikarbonatnih anionov (HCO−2), kisika kot alternativnega substrata pa ne veže, zaradi česar med plinoma ni tekmovanja za vezavo na encim. Bikarbonatni anioni nastanejo iz CO2 preko delovanja encima karbonska anhidraza.
Oksaloacetat se naprej reducira bodisi v malat bodisi v aspartat, obe spojini pa imata štiri ogljikove atome. Spojini zapustita mezofilno celico in vstopita v specializirano celico blizu žilnega sistema rastline (angl. bundle sheath cell). Malat se oksidira do piruvata, pri čemer se sprosti CO2, pri aspartatu pa mora najprej poteči transaminacija, pri čemer nastane oksaloacetat, ta pa se reducira v malat. Piruvat se v mezofilni celici zopet pretvori v fosfoenolpiruvat in tako sklene krog. CO2 se po sprostitvi vključi v Calvinov cikel, ki poteka na isti način kot pri C3-rastlinah. C4 fiksacija ogljika je sicer energijsko nekoliko bolj potratna kot običajna C3 fiksacija (v smislu večje porabe ATP), vendar je stroškovno gledano veliko ugodnejša od fotorespiracije.
Nekatere rastline, ki bivajo v zelo vročih in zelo sušnih pogojih (kserofiti), kot so kaktusi in ananas, imajo drugo zvrst fiksacije ogljika, tj. CAM fiksacijo. Listne reže so čez dan zaprte, da se prepreči izgube dragocene vode, odprejo pa se šele ponoči, ko je zrak hladnejši in vlažnejši, ter tako omogočijo vstop CO2. Podobno kot pri C4-rastlinah se CO2 veže na fosfoenolpiruvat, pri čemer nastane oksaloacetat, ta pa se pretvori v malat. Malat je sol malične kisline, njeno kopičenje ter posledično odcepljanje protonov in nižanje pH bi lahko poškodovalo celice, zato je malat ponoči shranjen v rastlinskih vakuolah. Podnevi encimi odcepijo CO2 iz malata, ki se vključi v Calvinov cikel.

## Potek fotosinteze pri bakterijah
Svetlobne reakcije fotosinteze so v temeljih zelo podobne tistim pri evkariontih, kar je razumljivo iz evolucijskega vidika, saj sta se tako fotosistem II kot tudi fotosistem I s pripadajočimi prenašalci elektronov razvila iz sorodnih bakterijskih fotosistemov. Skupni temeljni gradniki so torej fotokemični reakcijski center s posebnim parom pigmentov, citokrom, podoben kompleksu III mitohondrijev, ter ATP-sintaza.
Modrozelene cepljivke so med bakterijami izjema, saj se od evkariontov praktično razlikujejo le v glavnih antenskih pigmentih, tj. vlogo klorofilov opravljajo fikobilini (ki dajejo tudi modro-zeleno barvo večini cepljivk), sicer pa imajo identična tipa fotosistemov, ki sta s prenašalci elektronov povezana v enotno verigo prenašalcev elektronov, kot glavni reducent pa služi voda, katero razcepi podoben kisik-razvijajoči kompleks, del fotosistem II. Tako kot pri evkariontih tudi pri modrozelenih cepljivkah fiksacija ogljika brez izjeme poteka preko Calvinovega cikla. Ostale fotosintetske bakterije imajo bodisi samo fotosistem tipa II, bodisi samo fotosistem tipa I, poleg tega pa glavni reducent ni voda, pač pa vodikov sulfid H2S), acetat, malat, sukcinat idr., odvisno od ekološke niše, ki jo te bakterije zasedajo.
Škrlatne bakterije in zelene nežveplene bakterije imajo fotosistem tipa II, kjer poseben par bakterioklorofilnih molekul v reakcijskem centru označujemo kot P870. Prenos elektrona poteka krožno preko feofitina, kinona, kompleksa citokrom bc1 ter topnega citokroma c2 nazaj na P870+ z izbitim elektronom, energija prenosa elektronov pa se izkoristi za pogon ATP-sintaze. Pri škrlatnih bakterijah fiksacija ogljika poteka preko Calvinovega cikla.
Zelene žveplene bakterije imajo fotosistem tipa I, kjer poseben par označujemo kot P840. Možni sta dve poti prenosa elektronov: ciklična in neciklična. Pri cikličnem prenosu elektron potuje od P840+ preko kinona do kompleksa citokrom bc1, kjer se prav tako ustvari gradient protonov, od tu naprej pa se krog zaključi z vrnitvijo elektrona P840+ preko topnega citokroma c553. Pri necikličnem prenosu elektron potuje preko feredoksina do feredoksin-NAD+ reduktaze, NAD+ pa se torej reducira v NADH. Podobno kot pri organizmih z oksidativno fotosintezo, ki manjkajoči elektron na P680+ nadomestijo s fotolizo vode, zelene nežveplene bakterije nadomestijo manjkajoči elektron na P840+ z oksidacijo H2S. Pri nekaterih zelenih žveplenih (npr. iz rodu Chlorobium) in zelenih nežveplenih bakterijah (npr. iz rodu Chloroflexus) fiksacija ogljika poteka preko obratnega (reverznega) Krebsovega cikla.

## Omejujoči dejavniki fotosinteze
Fotosinteza je zapleten proces, ki poteka v več stopnjah in na katerega vpliva več zunanjih dejavnikov (faktorjev). Po Blackmanovem zakonu omejujočega dejavnika je hitrost tovrstnih procesov od tistega dejavnika, katerega (pre)majhna vrednost je za proces najbolj neugodna. Taki omejujoči dejavnik neposredno vpliva na proces, če se spremeni njegova količina. Praktičen primer je npr. jakost svetlobe: v popolni temi proces fotosinteze ne bo stekel, ne glede na to, koliko spremenimo temperaturo in/ali koncentracijo CO2. Ko dovedemo svetlobo, se hitrost fotosinteze povečuje do določene mere, ko dosežemo zgornji nivo hitrosti; od tu naprej vstopi v ospredje drug omejujoči dejavnik, tj. koncentracija CO2.

### Jakost in valovna dolžina svetlobe
Ko je svetloba omejujoči dejavnik, hitrost fotosinteze narašča premo sorazmerno z jakostjo svetlobe. Hitrost fotosinteze se navadno meri posredno preko volumna kisika, ki ga rastlina proizvede, in volumna CO2, ki ga prevzame. Pri tem je treba upoštevat, da absolutnih vrednosti ni možno izmeriti, saj se nekaj kisika porabi med celičnim dihanjem, določen volumen CO2, ki nastane med dihanjem, pa rastlina prav tako porabi kot vir ogljika.
Pri naraščanju jakosti svetlobe od nizkih vrednosti se volumen proizvedenega kisika in prevzetega CO2 postopoma izenačuje z volumnom porabljenega kisika in proizvedenega CO2 med dihanjem, dokler sistem ne doseže t. i. svetlobne kompenzacijske točke, pri kateri ni neto izmenjave plinov. Od tu naprej hitrost fotosinteze raste sorazmerno, dokler ne dosežemo že omenjenega platoja hitrosti.
Opoldan znaša sončna osvetlitev okoli 80.000–100.000 lx (tj. lumnov na m2), vendar pa rastline celotne sončne svetlobe ne izkoristijo. Infrardeča (IR) svetloba (nad 700 nm) ima namreč premajhno energijo, zato je rastline ne absorbirajo. Po drugi strani ima ultravijolična (UV) svetloba (pod 400 nm) preveliko energijo, kar lahko poškoduje fotosintetski aparat. To velja tudi za valovne dolžine v zelenem in rumenem delu vidnega spektra (500–600 nm), ki imajo največji energijski tok. Zaradi tega klorofilne molekule ne absorbirajo zelene svetlobe, pač pa jo odbijajo (tj. elektroni pri prehodu v osnovni energijski nivo oddajo foton iste valovne dolžine), kar daje rastlinam zeleno barvo. Absorpcija je največja v modrem (420–480 nm) ter rdečem delu spektra (640–670 nm). K zaščiti pred zeleno in rumeno ter UV svetlobo naj bi pripomogli predvsem antociani.
Zgoraj zapisano ne pomeni, da bo hitrost fotosinteza večja ob manjši jakosti svetlobe, npr. proti večeru, saj se jakost modrega in rdečega dela spektra sorazmerno zmanjša. Gledano z zornega kota celote vseh listov pri listavcih z bogato razvejenimi krošnjami (npr. jablane, hrasti ipd.) največ svetlobe dobijo listi na obrobju (periferiji) krošnje, medtem ko notranji listi dobijo komajda 1 % celotne svetlobe, skladno s tem pa je hitrost fotosinteze znatno manjša. Hitrost fotosinteze v okviru celotnega drevesa (tj. celote vseh listov) je tako največja ob največji jakosti sončne svetlobe, tj. opoldne, ko je sonce v zenitu.
V ekološkem smislu je bistvena tudi višina rastlin oz. njihovih krošenj, saj rastline pod višjimi rastlinami dobijo komaj desetino ali celo dvajsetino celotne sončne svetlobe. Rastline, ki rastejo samo na odprtem terenu z obilo svetlobe, seveda ne morejo uspevati v takih pogojih, medtem ko nekatere druge vrste uspevajo ravno v taki senčni legi. Poleg tega so te rastline podvržene drugačni kvaliteti svetlobe, saj višje krošnje absorbirajo velik del modrega in rdečega spektra, tako da je prejeta svetloba razmeroma bogatejša z zelenim spektrom.
Ozračje absorbira znaten del UV in modre svetlobe, vendar pa je pot, ki jo svetloba prepotuje do visokogorja, krajša, zaradi česar so rastline v gorskem svetu prav tako podvržene drugačni kvaliteti svetlobe. Na jakost svetlobe vplivajo tudi drugi zunanji dejavniki v ozračju, kot so megla, oblaki, prah in vlažnost, poleg tega se jakost spreminja z letnimi časi.
V vodi je hitrost fotosinteze največja na globini od 10–20 m, pod to globino pa se zmanjšuje do meje, ko proces ni več možen zaradi prešibke svetlobe. Poleg postopnega zmanjševanja jakosti svetlobe se morajo vodni organizmi soočiti tudi z absorpcijo svetlobe določenega dela spektra na določeni globini vode. Deli vidnega spektra se absorbirajo po vrsti od rdeče do modre barve, tj. rdeča svetloba prodre samo v plitve predele do približno 10 m, rumena do 50 m, zelena do 100 m, najgloblje pa prodre modra svetloba, čez 140 m. Organizmi na določeni globini zasedajo torej posebno ekološko nišo, temu prilagojeni pa so tudi pigmenti. V sedimentu svetloba prodre samo nekaj milimetrov, kot prva pa se absorbira modra barva zaradi sipanja svetlobe na delcih sedimenta.

### Koncentracija CO2
Poglavitna plina, ki sestavljata ozračje, sta dušik (okoli 78 %) in kisik (okoli 21 %), koncentracija ogljikovega dioksida pa je paradoksno kljub pomembnosti, ki jo zavzema zaradi fiksacije v procesih, dokaj majhna in znaša okoli 0,03 %. Treba je razumeti, da je to le odraz dinamičnosti procesov fiksacije ogljika, tako da se CO2 sproti porablja in fiksira v organskih spojinah: po nekaterih izračunih naj bi samo kopenske rastline letno porabile okoli 60 gigaton (GT) CO2 v fiksaciji ogljika, kar je 1/30 trenutne vrednosti v ozračju.
Pri kopenskih rastlinah je vir ogljika izključno CO2 iz ozračja, pri vodnih organizmih, kot so alge, pa so viri ogljika karbonati in bikarbonati ter raztopljen CO2 in ogljikova kislina (H2CO3). V zadnjih desetletjih koncentracija CO2 v ozračju sicer postopoma narašča predvsem zaradi človeških dejavnosti, kot je izraba fosilnih goriv in požiganje tropskih deževnih gozdov za namene ustvarjanja novih kmetijskih obdelovalnih površin, pri čemer je bistven tako neposreden prispevek zaradi izgorevanja kot tudi posreden zaradi izginjanja rastlin, ki bi lahko prevzele CO2. Optimalna koncentracija CO2 za konstantno visoko raven fotosinteze je okoli 0,1 %, zato je zrak v mnogih rastlinjakih, kjer gojijo vrtnine in druge kultivirane rastline, obogaten s CO2.
Dejanska koncentracija CO2 je lahko v določenih pogojih drugačna, zato je koncentracija 0,03 % le okvirna, povprečna vrednost. V gozdovih in na poljih je koncentracija CO2 podnevi ob močnem soncu nižja zaradi intenzivnega poteka fotosinteze. Po drugi strani je bistvena t. i. talna respiracija, tj. nastajanje CO2 s strani mikroorganizmov (mikrobov), ki bivajo predvsem na pognojenih in gozdnih tleh ter nasploh vsepovsod, kjer so tla bogata z organskimi ostanki, kar rastlinam predstavlja dodaten vir ogljika. V meglenih jutrih višja koncentracija prav tako ugodno vpliva na rastline, če le ni svetloba omejujoč dejavnik. Megla naj bi po nekaterih teorijah tudi pomagala enakomerno razpršiti svetlobo v drevesnih krošnjah. Svoj pomen ima tudi nadmorska višina, saj difuzija plina v list ni izključno odvisna od same koncentracije plina, pač pa od delnega (parcialnega) tlaka plina v ozračju, ki je zaradi redkejšega zraka na višinah manjši. Tako je na morski gladini delni tlak CO2 okoli 0,23 mm Hg, na višini 4.500 m pa okoli 0,13 mmHg.
Ne glede na zunanjo koncentracijo in delni tlak difuzijo plina močno omejujejo mejna plast zraka na površini lista, povrhnjica lista s kutikulo, listne reže ter mezofil oz. stebričasto tkivo. Upor mejne plasti zraka je sorazmeren s površino lista in obraten s hitrostjo vetra, zato je upor na listih iglavcev manjši od tistega na listavcih. Povrhnjica s kutikulo je skoraj povsem neprepustna za CO2, zato so bistvena prepreka listne reže. Nalogi listnih rež sta omogočanje vstopa CO2 ter nadzor nad izgubo vode. Odpiranje rež pogojujejo nizka koncentracija CO2 ter velika osvetljenost, zapiranje pa pogojujejo nizka zračna vlažnost in povišana temperatura listov (izjema so zelo visoke temperature, ko reže omogočijo izhlapevanje vode in s tem ohlajanje lista). Zadnja dejavnika sta signala za varčevanje z vodo, ki je pomembnejše od sprejema CO2.

### Temperatura
Če jakost svetlobe, CO2 in ostali dejavniki niso omejujoči, potem je temperatura okolja omejujoč dejavnik, ki je v premem sorazmerju s hitrostjo fotosinteze. V splošnem se hitrost fotosinteze podvoji v temperaturnem območju od 0–25 °C za vsakih 10 °C. Nad to mejo se hitrost s časom postopoma zmanjšuje. Najverjetneje je to posledica naraščajoče denaturacije encimov, vendar so predlagani tudi drugi mehanizmi, kot so uničujoči učinki na druge molekule v rastlinskih celicah, akumulacija končnih produktov reakcij, ki zavirajo fotosintezo ter prepočasna difuzija CO2 v rastlinskih tkivih proti kloroplastom zaradi hitre porabe tega plina v reakcijah fiksacije ogljika. Po drugi strani prenizke temperature fotosintetskemu aparatu rastline prav tako škodujejo, vendar se rastline ob temperaturah nekaj stopinj nad zmrziščem sčasoma praktično popolnoma opomorejo, medtem ko so temperature pod zmrziščem bolj uničujoče, kar pa je odvisno tudi od trajanja takih pogojev (npr. od števila mrzlih noči).
Optimalna temperatura nima učinka na rastline, ki bivajo v senčni legi, ali na rastline ob oblačnem vremenu, saj je svetloba omejujoč dejavnik. Poleg tega fotosinteza pogosto ne poteka najbolj intenzivno niti ob toplih in sončnih dnevih z zadostno zaloge vode, saj je CO2 omejujoč dejavnik.

### Voda
V reakcijah fotosinteze rastlina neposredno porabi samo 1 % celotne količine vode, ki jo vsrka vase, zato je voda kot »surovina« redkokdaj omejujoč dejavnik. Tako so bistveni posredni učinki vode, in sicer zaprtje listnih rež ter zmanjšanje hidracije kloroplastov in citoplazme celic. Če se rastlina opomore po suši zaradi dežja ali umetnega zalivanja, se fotosintetska aktivnost bodisi povrne na normalno raven, bodisi ostane okrnjena, kar je odvisno od vrste rastline, obsega in trajanja suše ter vlažnosti zraka. Običajno mora preteči nekaj dni, da postane fotosintetski aparat zopet normalno delujoč. Pomanjkanje vode pogosto poškoduje listne reže, kar onemogoči njihovo odpiranje in prevzem CO2.

## Evolucijski vidik
Pojav oksigene fotosinteze pred več kot 2,5 milijardami let je bil izjemno pomemben dogodek v evoluciji biosfere. Pred tem so prvobitni organizmi izrabljali predvsem energijo od oksidacije anorganskih in organskih spojin, v ozračju pa ni bilo prisotnega kisika, s tem pa tudi ne ozona, ki bi ščitil organizme pred UV svetlobo.
Kot prvi so se pred 3 milijardami verjetno razvili fotokemični reakcijski centri pri prednikih zelenih žveplenih bakterij, ki so lahko izkoristili sončno svetlobo za proizvodnjo molekul, kot je NADH. Zatem so se pojavile prve modrozelene cepljivke, ki so bile sposobne izrabljati vodo kot vir elektronov, tako da so se lahko razširile in razvile bistveno več kot pa druge bakterije, ki so bile odvisne od reducentov, kot so H2S in organske kisline. Hkrati so verjetno prevzele fotosisteme tako zelenih žveplenih bakterij kot tudi škrlatnih bakterij, tako da sta se oba tipa fotosistemov v končni fazi povezala v enotno verigo prenašalcev elektronov.
Glede na to, da organizmi z anaerobno presnovo ne morejo bivati v okolju s kisikom, je naglo kopičenje tega plina v ozračju verjetno povzročilo izumrtje večine takratnih anaerobnih organizmov, kar imenujemo tudi kisikova katastrofa (tudi dogodek velike oksidacije), ki se je pričela pred približno 2,4 milijardama let in končala pred 2 milijardama let. Kljub temu pa je razvoj oksigene fotosinteze omogočil izkoriščanje skoraj neomejene količine glavnega reducenta (tj. vode) za pogon proizvodnje reduciranih organskih spojin. Po drugi strani je nastanek kisika heterotrofnim organizmom omogočil razvoj oksidativne fosforilacije, kjer se energija prenosa elektronov iz oksidiranih organskih spojin pretvori v ATP, končni prejemnik elektronov v verigi pa je kisik.
Naslednja pomembna stopnja je bila endosimbioza, pri kateri so prvobitni evkarionti najverjetneje vključili modrozelene cepljivke v svoj celični ustroj, iz katerih so nastali kloroplasti (podobno naj bi se zgodilo v primeru mitohondrijev). Hipotezo podpirajo naslednja dejstva:
1. Kloroplasti imajo svoj dedni material (v obliki krožnih molekul DNA);
2. Med rastjo in deljenjem rastlinskih celic se kloroplasti delijo podobno kot bakterije, DNA pa se podvoji in razdeli med hčerinske kloroplaste;
3. Zgradba in mehanizem sistemov za absorpcijo svetlobe, prenašanje elektronov in sintezo ATP so zelo podobna med modrozelenimi cepljivkami in kloroplasti.

## Pomen za biosfero
Fotosinteza je eden od osrednjih oz. najpomembnejših biokemičnih procesov na svetu, brez katerega življenje, kot ga poznamo, ne bi obstajalo. Vsi organizmi na svetu potrebujejo energijo za rast, obnovo in razmnoževanje. Heterotrofi, med drugim tudi ljudje, ne morejo proizvajati kompleksnih organskih spojin, pač pa jih morajo pridobiti z zaužitjem drugih organizmov. Primarni proizvajalci s sposobnostjo fotosinteze, med katere sodijo rastline, alge in določene skupine bakterij, lahko iz enostavnih spojin proizvajajo kompleksne spojine, ki so hrana oz. vir energije za heterotrofe. Primarni proizvajalci so tako temelj prehranjevalne verige. Hektar koruze lahko npr. pretvori 10 ton CO2 v približno 25 ton ogljikovih hidratov v enem letu.
Fosilna goriva, kot so premog, nafta in zemeljski plin, ki jih danes izrabljamo v velikem obsegu, so razkrojeni deli predvsem kopenskih rastlin in vodnih organizmov, ki so bivali pred več milijoni let. Energija teh goriv je neposredno povezana s takratnimi pretvorbami sončne energije v organske spojine, zato praktično izrabljamo »fosilizirano sončno svetlobo«.
Brez fotosinteze ne bi bilo Zemljinega ozračja, bogatega s kisikom. Kisik je bistven kot končni prejemnik elektronov pri verigi prenašalcev elektronov v okviru oksidativne fosforilacije in je tako nujen za življenje mnogih organizmov, predvsem evkariontov, med katere spadamo tudi ljudje. Ozon, triatomska molekula kisika (O3), tvori ozonsko plast v ozračju, ki organizme ščiti pred škodljivo UV svetlobo (UV). Po nekaterih izračunih naj bi primarni proizvajalci letno absorbirali 1071 kJ energije sončne svetlobe, katero porabijo za proizvodnjo 20 • 1011 ton organskih spojin iz fiksacije 14 • 1011 ton ogljika, pri tem pa se sprosti 15 • 1011 ton kisika. Polovica fotosintetske aktivnosti se odvija v mikroorganizmih, kot so nekatere alge in drugi mikroskopski evkarionti ter bakterije, predvsem modrozelene cepljivke.

## Zgodovina
Med prvimi znanstveniki, ki so pričeli odkrivati ozadje fotosinteze, je bil flamski kemik in fiziolog Jan Baptist van Helmont v 17. stoletju, ki je opazoval rast mlade vrbe in sicer napačno sklepal, da je za rast potrebna samo voda, saj vrbi ni dodajal nobenih hranil. Angleški naravoslovec Stephen Hales je na osnovi Newtonove ideje o medsebojni pretvorbi »bruto teles in svetlobe« domneval, da rastline verjetno izkoriščajo sončno svetlobo kot vir energije za rast. V 70-ih letih 18. stoletja je nizozemski naravoslovec Jan Ingenhousz na osnovi odkritij Josepha Priestleya izvajal poskuse, s katerimi je pokazal, da zeleni deli rastlin v prisotnosti svetlobe oddajajo mehurčke plina (tj. kisika), v temi pa se proces zaustavi. Hkrati je odkril, da rastlina v temi oddaja CO2. Ingenhousz tako velja za enega od pionirjev raziskav na področju fotosinteze. Med druge pionirje štejemo tudi Senebiera in de Saussureja. Jean Senebier, švicarski botanik in fiziolog, je leta 1800 izdal svoje delo Fiziologija rastlin (fr. Physiologie végétale), v katerem pojasnjuje, da je za prevzem CO2 bistvena svetloba in da se kisik sprošča samo ob prisotnosti zadostne količine CO2 v zraku. Nicolas-Théodore de Saussure, prav tako švicarski fiziolog in kemik, je v svojem delu Kemijske raziskave rastlin (fr. Recherches chimiques sur la végétation) pokazal, da sta za rast potrebna tako voda kot CO2 ob prisotnosti svetlobe, s tem pa je podal končen oris fotosinteze, ki služi proizvodnji »hrane«.
Naslednji preboj v razumevanju poteka svetlobnih reakcij je naredil nizozemsko-ameriški mikrobiolog Cornelis B. van Niel s preučevanjem zelenih in škrlatnih žveplovih bakterij. Predlagal je, da so bistven del fotosinteze od svetlobe odvisne redoks reakcije, pri katerih svetloba razcepi vodo pri rastlinah ter H2S pri bakterijah; kot stranski produkt nastane pri rastlinah kisik, pri bakterijah pa žveplo. Energija in vodik, ki se pri tem sprostita, se porabita za redukcijo CO2 v organske spojine. Teorijo je leta 1937 eksperimentalno potrdil Robert Hill. Omenjeno reakcijo, pri čemer je {\displaystyle A} prejemnik elektronov, lahko zapišemo kot:
{\displaystyle 2\ H_{2}O\;+\;2\ A\;{\overset {\hbox{svetloba}}{\longrightarrow }}\;2\ AH_{2}\;+\;O_{2}}
V zgodnjih 50-ih letih 20. stoletja so Melvin Calvin, Andrew Benson in James Bassham s pomočjo radioaktivnega izotopa 14C pojasnili cikel fotosintetske redukcije ogljika, tj. Calvinov cikel oz. Calvin-Benson-Basshamov cikel.